# Anica Dobra
Anica Dobra (srb. cr. Аница Добра; Belgrado, 3 giugno 1963) è un'attrice serba.
Attiva sia al cinema che in televisione, ha recitato sia in serbo che in tedesco.

## Filmografia parziale

### Cinema
- Vec vidjeno, regia di Goran Markovic (1987)
- Život sa stricem, regia di Krsto Papić (1988)
- Balkan ekspres 2, regia di Predrag Antonijevic, Aleksandar Djordjevic e Milos Radovic (1989)
- Kako je propao rokenrol, regia di Goran Gajic, Zoran Pezo e Vladimir Slavica (1989)
- Sabirni centar, regia di Goran Markovic (1989)
- Crni bombarder, regia di Darko Bajic (1992)
- Tito i ja, regia di Goran Markovic (1992)
- Honigmond, regia di Gabriel Barylli (1996)
- Tockovi, regia di Djordje Milosavljevic (1998)
- Natasa, regia di Ljubiša Samardžić (2001)
- Ivkova slava, regia di Zdravko Sotra (2005)
- Klopka, regia di Srdan Golubovic (2007)
- Amore e altri crimini (Ljubav i drugi zlocini), regia di Stefan Arsenijevic (2008)

### Televisione
- Pokondirena tikva, regia di Zdravko Sotra (1986)

- Ivanov, regia di Zdravko Sotra (1987)
- Un'estate a Parigi (Ein Sommer in Paris), regia di Jorgo Papavassiliou – film TV (2011)

### Serie TV
- Metla bez drske – serie TV, 8 episodi (1989)